# Xã Garfield, Quận Douglas, South Dakota
Xã Garfield (tiếng Anh: Garfield Township) là một xã thuộc quận Douglas, tiểu bang Nam Dakota, Hoa Kỳ. Năm 2010, dân số của xã này là 68 người.